# Gerhard von Keußler
Gerhard von Keußler (Schwanenburg, Livònia, 5 de juliol de 1874 − Niederwartha, Dresden, 21 d'agost de 1949) fou un compositor alemany.
En un principi estudià Ciències naturals, publicant l'obra Die Verbreitung der Piroleen, però després es dedicà a la Música i assistí al cursos del Conservatori i de la Universitat de Leipzig, en la que es doctorà amb la Memòria Die Grenzen der Aesthelik (1902).

## Composicions
Entre llurs i figuren:
- Der Eisiedler: poema simfonic
- Morgerländische Phantasie: poema simfonic
- Auferstehung und jünstes Gericht: poema simfonic
- Vor der Rohen Sadt oratori
- Der Tod: oratori
- Gefängnisse: òpera